# Etoile Sportive Porto-Novo
Der Etoile Sportive Porto-Novo ist ein Fußballverein aus Porto-Novo, Benin. Er trägt seine Heimspiele im Stade Charles de Gaulle aus.
Der Verein spielte in den 70er und 80er Jahren in der Benin Premier League und gewann 1974 die nationale Meisterschaft. Mit dem Erfolg konnte der Klub sich für den CAF Chanpions Cup qualifizieren, scheiterte aber bereits in der ersten Spielrunde. Aktuell spielt der Verein in der Benin Second Division.

## Statistik in den CAF-Wettbewerben
| Wettbewerb                          | Runde    | Gegner                 | Hinspiel | Rückspiel |  |
| ----------------------------------- | -------- | ---------------------- | -------- | --------- |  |
|                                     |          |                        |          |           |  |
| African Cup of Champions Clubs 1974 | 1. Runde | Silures Bobo-Dioulasso | 2:3 (A)  | 0:2 (H)   |  |